# Edward Malesic
Edward Charles Malesic, ameriški škof katoliške Cerkve, * 14. avgust 1960, Harrisburg, Pensilvanija, Združene države Amerike.
Od leta 2020 vodi škofijo Cleveland v Ohiu. Pred tem je bil od leta 2015 do 2020 škof škofije Greensburg v Pensilvaniji.

## Biografija

### Otroštvo in mladost
Edward Malesic se je rodil 14. avgusta 1960 v Harrisburgu v Pensilvaniji kot eden od štirih otrok Josepha A. in Elizabeth Schatt Malesic. Starši njegovega očeta (Malešiči) so v ZDA prišli iz Bele krajine v Sloveniji.
Leta 1978 je končal srednjo šolo Central Dauphin East v Harrisburgu. Tri leta je študiral biologijo na Lebanon Valley College. Nato se je vpisal na Papeški zavod Josephinum v Columbusu v Ohiu, kjer je leta 1983 diplomiral in leta 1987 magistriral iz teologije.

### Duhovništvo
Malesica je 30. maja 1987 v duhovnika posvetil škof William Keeler za škofijo Harrisburg. Malesic je pozneje dosegel licenciat kanonskega prava na Ameriški katoliški univerzi v Washingtonu, D.C.
Po posvečenju je bil kaplan v župniji sv. Terezije v kraju New Cumberland, Pensilvanija, in v župniji sv. Roze Limanske v kraju York, Pensilvanija. Nato je deloval kot študentski duhovnik na raznih šolah.
Malesic je bil od leta 2004 do 2015 upravitelj in nato župnik v župniji Deteta Jezusa v York Havenu v Pensilvaniji. Kot cerkveni pravnik je opravljal različne naloge na škofijskem sodišču. Med njimi so revizor, pomočnik sodnega vikarja in tajnik za kanonične službe. Službo sodnega vikarja in tajnika kanoničnih služb je opravljal od leta 2006 do 2015.

### Škof v Greensburgu
Papež Frančišek je Malesica imenoval za škofa škofije Greensburg 24. aprila 2015. V katedrali Najsvetejšega zakramenta v Greensburgu ga je 13. julija 2015 posvetil nadškof Charles J. Chaput s škofom Lawrenceom Brandtom in škofom Ronaldom Gainerjem kot soposvečevalcema.

### Škof v Clevelandu
Papež Frančišek je Malesica imenoval za škofa škofije Cleveland 16. julija 2020. Umeščen je bil 14. septembra 2020.